# غاستيلو (ساهالين)
غاستيلو (بالروسية: Гастелло) هي مدينة في مقاطعة ساخالين أوبلاست في روسيا.
يبلغ عدد سكانها حوالي 1044 نسمة.